# Žiar nad Hronom
Žiar nad Hronom (en slovaque : Svätý Kríž avant 1920 et Svätý Kríž nad Hronom avant 1955 ; en allemand : Heiligenkreuz an der Gran ; en hongrois : Garamszentkereszt) est une ville de la région de Banská Bystrica, en Slovaquie, et le chef-lieu du district de Žiar nad Hronom.

## Géographie
Žiar nad Hronom se trouve sur les rives du Hron.

## Histoire
La plus ancienne mention écrite de Žiar nad Hronom remonte à 1075.

## Démographie

### Évolution de la population
| Année:               | 1994.  | 2004.   | 2014.   | 2024.    |
| -------------------- | ------ | ------- | ------- | -------- |
| Nombre de personnes: | 20 261 | 19 718  | 19 558  | 16 677   |
| Différence:          |        | -2,68 % | -0,81 % | -14,73 % |

| Année:               | 2023.  | 2024.   |
| -------------------- | ------ | ------- |
| Nombre de personnes: | 16 879 | 16 677  |
| Différence:          |        | -1,19 % |

## Honneur
L'astéroïde (121336) Žiarnadhronom est nommé en son honneur.